# 细弱鸟属
细弱鸟属（学名：Vescornis）是反鸟类的一个属，生存于早白垩世的中国。模式种河北细弱鸟（V. hebeiensis）于2004年被描述。正模标本编号CAGS 130722，发现于河北省丰宁县，出土地层原认定为义县组，后续研究则认为其出自花吉营组。

## 可能的异名
冀北鸟、细弱鸟、“河北鸟”三个分类单元可能为同物异名，若确实如此，则冀北鸟发表于1997年，作为首异名而具有优先权。然而学界对此尚未达成共识，一些学者仍将三者看作不同物种。
细弱鸟2004年被首次描述时，作者指出，其体型与冀北鸟近乎一致，且与后者收集于同一地点。作者注意到两者形态存在相似之处，但在某些特征上亦差异明显，并试图比较两者的标本，但2001年的时候从侯连海博士那里得知冀北鸟正模标本业已遗失，现存石膏模型则质量太差而无法比较。故得出结论：除非冀北鸟正模被重新发现，否则无法确认二者是否为同一物种。
“河北鸟”则于1999年根据标本CAGS 130722，即细弱鸟正模标本所发表。然而描述者提供了少数解剖特征，且几乎未与其它分类单元比较，后期学者由此认为该描述过于简略，不足以用来发表一个新物种。如今则认为河北鸟是一个裸名。